# Уездцы (Ровненский район)
Уездцы (укр. Уїздці) — село в Здолбицкой сельской общине Ровненского района Ровненской области Украины.
До 2020 года входило в Здолбуновский район.
Население — ↘807 человек. Население по переписи 2001 года составляло 874 человека. Почтовый индекс — 35711. Телефонный код — 3652. Код КОАТУУ — 5622687001.